# Seewandköpfl
Das Seewandköpfl ist ein 1664 m ü. NHN hoher Gipfel im Grat, der sich vom Wendelstein über Kesselwand im Westen bis zum Wildalpjoch im Osten erstreckt. Über das Seewandköpfl verläuft die Gemeindegrenze zwischen Brannburg und Oberaudorf.

## Topographie
Die Seewand mit dem Seewandköpfel trennt den Soinkessel im Norden von der Südseite des Wendelsteinhauptkammes.
Dabei bildet das Seewandköpfl einen weitgehend latschenbewachsenen Gipfel im Kamm.
Der Zustieg bis zum Gipfelkreuz erfolgt teilweise weglos vom Kammweg aus von Süden.